# Корпиярви (озеро, Лоухское городское поселение)
Корпиярви — озеро на территории Лоухского городского поселения и Амбарнского сельского поселения Лоухского района Республики Карелии.

## Общие сведения
Площадь озера — 2,2 км². Располагается на высоте 89,7 метров над уровнем моря.
Форма озера продолговатая: оно более чем на пять километров вытянуто с запада-юго-запада на восток-северо-восток. Берега каменисто-песчаные, преимущественно возвышенные, местами заболоченные.
Через озеро течёт река Салма, текучая через озеро Нюкки, через которое течёт река Кереть, впадающая в Белое море.
Вдоль северного берега озера проходит лесная дорога.
Код объекта в государственном водном реестре — 02020000711102000002279.

## События
20 апреля 1978 года на лёд озера Корпиярви совершил вынужденную посадку авиалайнер Boeing 707-321B южнокорейской авиакомпании Korean Air Lines (KAL), будучи обстрелянным ракетой «воздух-воздух» советским истребителем-перехватчиком Су-15 по причине нарушения воздушной государственной границы СССР